# فلورنسيا لابات
فلورنسيا لابات (بالإسبانية: Florencia Labat)‏ مواليد 12 يونيو 1971 في بوينس آيرس، هي لاعبة كرة مضرب أرجنتينية سابقة وكانت تلعب باليد اليسرى، اعتزلت اللعب في 2000. أعلى تصنيف لها كان 26. سبق أن شاركت في دورة الألعاب الأولمبية الصيفية.

## الميداليات
| الميدالية | المسابقة                    |
| --------- | --------------------------- |
| ذهبية     | دورة الألعاب الأمريكية 1995 |

## روابط خارجية
- فلورنسيا لابات على موقع رابطة محترفات التنس (الإنجليزية)
- فلورنسيا لابات على موقع الاتحاد الدولي لكرة المضرب (الإنجليزية)
- فلورنسيا لابات على موقع كأس بيلي جين كينغ (الإنجليزية)
- فلورنسيا لابات على موقع خلاصة التنس.كوم (الإنجليزية)
- فلورنسيا لابات على موقع إي إس بي إن.كوم (الإنجليزية)
- فلورنسيا لابات على موقع أوليمبيديا (الإنجليزية)